# Pandanus evexus
Pandanus evexus är en enhjärtbladig växtart som beskrevs av Harold St.John. Pandanus evexus ingår i släktet Pandanus och familjen Pandanaceae.
Artens utbredningsområde är Cooköarna. Inga underarter finns listade.